# Три есета по теория на сексуалността
Три есета по теория на сексуалността (на немски: Drei Abhandlungen zur Sexualtheorie) е книга от Зигмунд Фройд, издадена през 1905 г., в която той задълбочава теорията си за сексуалността и по-конкретно взаимовръзката ѝ с детството. На български език е издадена под заглавието „Три студии по теория на сексуалността“ като част от книгата „Психология на сексуалността“, издадена през 1991 г. от издателство „Христо Ботев“. Заедно с „Тълкуване на сънищата“, тези есета са най-важният и оригинален принос към човешкото познание.
Накратко, Фройд представя аргументи, че „перверзията“ е налична дори сред здравите хора, и по този начин пътят към зрялата и нормална сексуална нагласа започва не през пубертета, а в ранното детство (виж психосексуално развитие). След наблюдения върху децата, Фройд твърди, че е открил редица практики, които изглеждат безвредни, но реално са форма на сексуална активност (смученето на пръсти е основен пример). Освен това Фройд се опитва да свърже теорията си за несъзнаваното, поставена в „Тълкуване на сънищата“ (1899), с работата си върху хистерията, като разглежда сексуалността като движеща сила както на неврозите (чрез потискане), така и на перверзията. В книгата още се включват идеите му за завистта за пениса, кастрационния комплекс и Едиповия комплекс.